# 2 Ukraińska Armia Radziecka
2 Ukraińska Armia Radziecka (ukr. 2-га українська радянська армія - wielka jednostka Armii Czerwonej, utworzona 15 kwietnia 1919 na podstawie rozkazu dowództwa Frontu Ukraińskiego z dnia 24 marca 1919, z oddziałów grupy wojsk kierunku charkowskiego.

## Skład 2 Armii
- Zadnieprzańska Dywizja Radziecka
- 2 Brygada Radziecka
- 3 Brygada Radziecka
- Krymska Brygada Radziecka

W połowie czerwca 1919 weszła w skład 14 Armii Frontu Południowego.